# Юцы
Юцы — деревня в Островском районе Псковской области. Входит в состав Воронцовской волости.
Расположена в 45 км к юго-востоку от города Остров и в 12 км к югу от волостного центра, села Воронцово.
Численность населения деревни по состоянию на 2000 год составляет 2 жителей.